# 大椿乡
大椿乡，是中华人民共和国江西省九江市修水县下辖的一个乡镇级行政单位。

## 行政区划
大椿乡下辖以下地区：
新庄村、大椿村、大港村、大杨村、杨津村、茶坑村、坪地村、九曲村、柏树村、船舱村和大湖村。